# Penicillium sphaerum
Penicillium sphaerum är en svampart som beskrevs av Pitt 1980. Penicillium sphaerum ingår i släktet Penicillium och familjen Trichocomaceae.   Inga underarter finns listade i Catalogue of Life.